# Mystery House
Mystery House ist ein Adventurespiel, das im Mai 1980 von On-Line Systems für den Apple II veröffentlicht wurde. Es wurde von der Computerspiel-Designerin Roberta Williams und ihrem Ehemann, dem Programmierer Ken Williams entwickelt. Das Spiel gilt als Meilenstein, da es zum ersten Mal in einem Adventure auch zweidimensionale Grafiken verwendete und das Spielgeschehen nicht nur in Textform präsentierte.

## Handlung

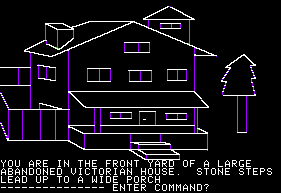
Screenshot

Die Geschichte beginnt nahe einer alten Villa im viktorianischen Stil. Kurze Zeit später ist der Spieler im Haus eingesperrt. Bei dessen Durchsuchung entdeckt er verschiedene Räume und sieben weitere Personen, unter ihnen befindet sich jedoch ein Mörder. Es kommt zu einigen Morden. Der Spieler muss herausfinden, wer der Mörder ist und wer sein nächstes Opfer sein wird. Das Spiel beruht auf der Detektiv-Geschichte Und dann gabs keines mehr von Agatha Christie.

## Spielprinzip und Technik
Mystery House ist ein Textadventure, das heißt, Umgebung und Geschehnisse werden als Bildschirmtext aus- und die Handlungen des Spielers ebenfalls als Text über die Tastatur eingegeben und von einem Parser abgearbeitet. Das untere Bildschirmfünftel dient dabei der Befehlseingabe und den Reaktionen des Parsers darauf, die oberen 80 % sind der Darstellung der Umgebung und des Geschehens in Form schematischer Schwarz-/Weißgrafiken vorbehalten. Der Parser hatte einen Umfang von etwa 300–400 Wörtern, etwa die Hälfte dessen, was der grammatikalisch wesentlich komplexere Parser des früher erschienenen Zork verarbeiten konnte.
Wie viele andere Spiele jener Zeit basiert Mystery House auf der Overlay-Technik: Nur der Textparser selbst wurde im Hauptspeicher gehalten; für die Bilder einschließlich der Shapes für die zu sammelnden Gegenstände wurden weitere kurze Maschinenprogramme nachgeladen.

## Entwicklungs- und Veröffentlichungsgeschichte

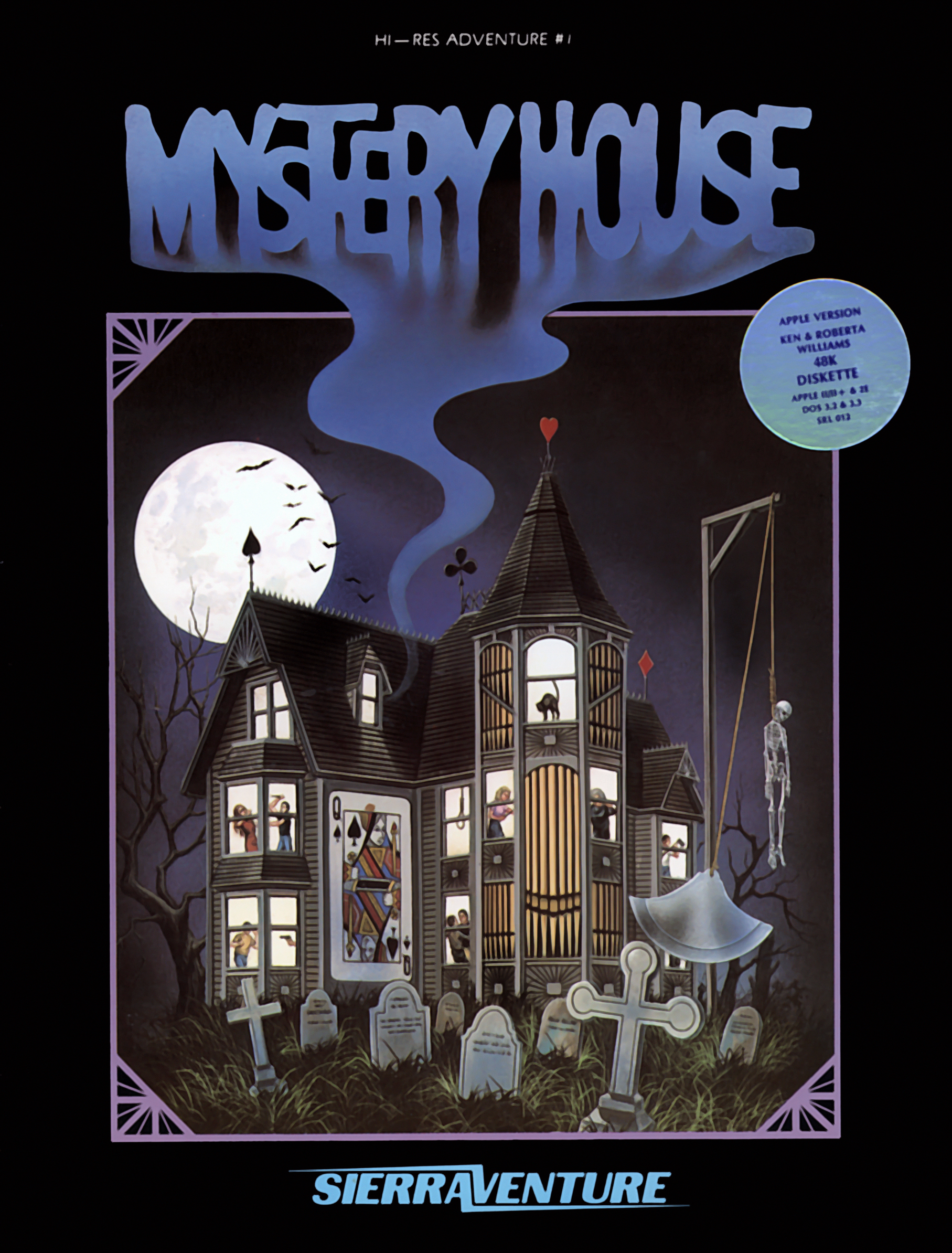
Spielverpackung

Ende der 1970er-Jahre gründete Ken Williams eine Firma für Unternehmens-Software für den damals marktführenden Computer Apple II. Zu Hause konnte er über ein Terminal auf einen Großrechner vom Typ PDP-10 zugreifen, auf dem das Spiel Adventure installiert war. Seine Frau Roberta, bis dahin eher peripher mit Computern beschäftigt, entwickelte eine große Leidenschaft für das Spiel. Nachdem Ken einen Apple II nach Hause gebracht hatte, widmete Roberta sich den für diesen Computer erhältlichen Spielen von Scott Adams, bis sie auf die Idee kam, selbst ein Adventure zu erstellen. Sie mochte zwar das Konzept eines Textadventures, kam jedoch zur Überzeugung, dass Bilder eindrücklicher wären. So entwarf Roberta das Skript für Mystery House und zeichnete die Bilder, während Ken programmierte. Vertrieben wurde das fertige Spiel auf einer 5¼-Zoll-Diskette in einem Plastikbeutel, mit einer kurzen Spielanleitung beiliegend. Mystery House wurde über lokale Softwareläden verkauft und wurde bald zu einem großen Erfolg. Insgesamt verkauften sich ungefähr 10.000 Exemplare. Dies war für die damalige Zeit ungewöhnlich viel.
Einige Elemente des Spiels kamen 1989 im ebenfalls von Roberta Williams geschriebenen Adventure The Colonel’s Bequest vor.
2009 erschien eine Mystery-House-Adaption für mobile Endgeräte mit dem Betriebssystem iOS. Diese wurde nicht vom Rechteinhaber Activision Blizzard, sondern von einer Privatperson entwickelt.

## Rezeption
Die Computer Gaming World lobte das „wundervolle viktorianische Setting“ des Spiels, kritisierte aber den rückständigen Parser.